# Temenos
Een temenos (Oudgrieks: τέμενος: afgesneden land; cf. templum) was de naam gegeven aan een door περίβολος (peribolos: "omheining") of met ὅροι (horoi: "grenspalen") op de hoeken omheind Grieks heiligdom, zoals een altaar of een naos. Een propylon vormde vaak de toegang.
De ruimte was gewijd (Oudgrieks: ἱερός) aan de onsterfelijke god en mocht dus niet voor profane doeleinden gebruikt worden. De termen ἱερός en τέμενος wijzen op de twee voornaamste eigenschappen van een temenos, het is namelijk een heilige afgesneden stuk land. Het is verboden iets te stelen van de god (συλάω) en alles binnen de temenos bezat ἀσυλία (asylia: "onschendbaarheid"), waaronder vluchtelingen die dan onder de bescherming van de god stonden. Men mocht echter de temenos niet betreden als men "onrein" was, daarom werd een περίρραντήριον (perirrhanterion: "waterbassin") aan de ingang geplaatst.
In vroegere tijden was een temenos ook een deel van het gemeenschappelijk land dat voor de vorst of god werd afgebakend en waarvan deze de vruchten ontving, zoals we uit de Homerische epen kunnen opmaken (Ilias VI 193, VII 313, XX 184; Oddyseia VI 293, XI 183.). In Attica, waar er geen breuk was tussen de Myceense en archaïsche periode lijkt er een groot aantal van dergelijke heilige gronden geweest te zijn (τεμένη), die door de staat vrijgegeven werden om te cultiveren. De inkomsten die dit opleverde werden gebruikt om tempels en publieke erediensten te financieren (Isocr., Areop. § 29; Harpocrat. s.v. ἀπὸ μισθωμάτων; Xen., de Vet. IV § 19; Plat., Nomoi VI, p. 759 e; F.P. Bockh, Die Staatshaushaltung der Athener, Berlijn, 1817², p. 303.).
Net zoals de term naos wordt ook de term temenos gebruikt voor het aanduiden van onderdelen van een Egyptische tempel. Ook rond ziggoerats kwamen soms temenoi voor. Net zoals in het Griekenland ging het hier om een omheind land dat toebehoorde aan de koning of god.

## Verder lezen
- I. Malkin, art. Temenos, in Oxford Classical Dictionary (1996), p. 1481.